# ATP Challenger Series 1983
In der folgenden Tabelle werden die Turniere der professionellen Herrentennis-Saison 1983 der ATP Challenger Series dargestellt. Sie bestand aus 36 Turnieren mit einem Preisgeld von 25.000 bis 150.000 US-Dollar. Es war die sechste Ausgabe des Challenger-Turnierzyklus.

## Turnierplan

### Januar
| Datum1 | Ort   | Turnier          | Preisgeld | Draw    | Belag2 | Sieger Einzel | Sieger Doppel               |
| ------ | ----- | ---------------- | --------- | ------- | ------ | ------------- | --------------------------- |
| 03.01. | Perth | Perth Challenger | $ 25.000  | 64E/32D | Rasen  | Wally Masur   | John Benson Chris Johnstone |

### Februar
| Datum1 | Ort     | Turnier                | Preisgeld | Draw    | Belag2    | Sieger Einzel    | Sieger Doppel                |
| ------ | ------- | ---------------------- | --------- | ------- | --------- | ---------------- | ---------------------------- |
| 07.02. | Nairobi | Nairobi Challenger     | $ 25.000  | 32E/16D | Sand      | Michiel Schapers | John Austin Larry Stefanki   |
| 14.02. | Ogun    | Ogun Challenger        | $ 25.000  | 32E/16D | Hartplatz | Larry Stefanki   | Robin Drysdale Haroon Ismail |
| 21.02. | Kuwait  | Kuwait City Challenger | $ 75.000  | 32E/16D | Hartplatz | Vitas Gerulaitis | Vijay Amritraj Ilie Năstase  |
| 21.02. | Lagos   | Lagos Challenger       | $ 75.000  | 32E/16D | Hartplatz | Craig Wittus     | Wesley Cash John Mattke      |
| 28.02. | Kairo   | Cairo Challenger       | $ 75.000  | 32E/16D | Sand      | Henrik Sundström | Broderick Dyke Rod Frawley   |
| 28.02. | Kaduna  | Kaduna Challenger      | $ 25.000  | 32E/16D | Sand      | Patrice Kuchna   | Mike Barr Jakob Hlasek       |

### März
| Datum1 | Ort       | Turnier              | Preisgeld | Draw    | Belag2 | Sieger Einzel    | Sieger Doppel                   |
| ------ | --------- | -------------------- | --------- | ------- | ------ | ---------------- | ------------------------------- |
| 07.03. | Tunis     | Tunis Challenger     | $ 50.000  | 32E/16D | Sand   | Henrik Sundström | Per Hjertquist Gilles Moretton  |
| 28.03. | São Paulo | São Paulo Challenger | $ 50.000  | 32E/16D | Sand   | Zoltán Kuhárszky | Zoltán Kuhárszky Gabriel Mattos |

### April
| Datum1 | Ort          | Turnier                 | Preisgeld | Draw    | Belag2    | Sieger Einzel         | Sieger Doppel                    |
| ------ | ------------ | ----------------------- | --------- | ------- | --------- | --------------------- | -------------------------------- |
| 04.04. | Curitiba     | Curitiba Challenger     | $ 50.000  | 32E/16D | Hartplatz | Zoltán Kuhárszky      | David Carter Steve Meister       |
| 04.04. | Johannesburg | Johannesburg Challenger | $ 25.000  | 64E/32D | Hartplatz | John Austin           | Rick Meyer Frew McMillan         |
| 09.04. | Aschkelon    | Ashkelon Challenger     | $ 25.000  | 32E/16D | Hartplatz | Shlomo Glickstein     | Stefan Svensson Huub van Boeckel |
| 18.04. | Bari         | Bari Challenger         | $ 25.000  | 32E/16D | Sand      | Corrado Barazzutti    | Luca Bottazzi Simone Colombo     |
| 18.04. | Tokio        | Tokyo Challenger        | $ 25.000  | 32E/16D | Hartplatz | Tsuyoshi Fukui        | Charles Strode Morris Strode     |
| 25.04. | Galatina     | Galatina Challenger     | $ 25.000  | 32E/16D | Sand      | Francesco Cancellotti | Bruce Derlin Huub van Boeckel    |
| 25.04. | Nagoya       | Nagoya Challenger       | $ 25.000  | 32E/16D | Hartplatz | Leo Palin             | Joel Bailey Jeff Turpin          |

### Mai
| Datum1 | Ort           | Turnier                  | Preisgeld | Draw    | Belag2        | Sieger Einzel | Sieger Doppel                      |
| ------ | ------------- | ------------------------ | --------- | ------- | ------------- | ------------- | ---------------------------------- |
| 02.05. | Parioli       | Parioli Challenger       | $ 25.000  | 32E/16D | Sand          | Jimmy Brown   | Givaldo Barbosa Ney Keller         |
| 02.05. | Solihull      | Solihull Challenger      | $ 25.000  | 32E/16D | Sand          | Robbie Venter | Andrew Jarrett Jonathan Smith      |
| 09.05. | Lee-on-Solent | Lee-on-Solent Challenger | $ 25.000  | 32E/16D | Sand          | Robbie Venter | Charlie Fancutt Greg Whitecross    |
| 16.05. | Spring        | Spring Challenger        | $ 25.000  | 32E/16D | Hartplatz (i) | Leif Shiras   | Andrew Pattison Butch Walts        |
| 30.05. | Tampere       | Tampere Challenger       | $ 25.000  | 32E/16D | Sand          | Marko Ostoja  | Peter Bastiansen Michael Mortensen |

### Juni
| Datum1 | Ort        | Turnier               | Preisgeld | Draw    | Belag2 | Sieger Einzel      | Sieger Doppel                    |
| ------ | ---------- | --------------------- | --------- | ------- | ------ | ------------------ | -------------------------------- |
| 06.06. | Dortmund   | Dortmund Challenger   | $ 25.000  | 48E/24D | Sand   | Hans-Dieter Beutel | Colin Dowdeswell Andrew Jarrett  |
| 13.06. | Brescia    | Brescia Challenger    | $ 25.000  | 32E/16D | Sand   | Roland Stadler     | Iván Camus Raúl Viver            |
| 27.06. | Travemünde | Travemünde Challenger | $ 25.000  | 64E/32D | Sand   | Michael Westphal   | Mike Myburg Christo van Rensburg |

### Juli
| Datum1 | Ort              | Turnier           | Preisgeld | Draw    | Belag2    | Sieger Einzel | Sieger Doppel                    |
| ------ | ---------------- | ----------------- | --------- | ------- | --------- | ------------- | -------------------------------- |
| 04.07. | Essen            | Essen Challenger  | $ 25.000  | 48E/24D | Sand      | Rolf Gehring  | Mike Myburg Christo van Rensburg |
| 18.07. | Santos           | Santos Challenger | $ 25.000  | 32E/16D | Sand      | Júlio Góes    | Junie Chatman Leo Palin          |
| 25.07. | Campos do Jordão | Campos Challenger | $ 50.000  | 32E/16D | Hartplatz | Rocky Royer   | Thomaz Koch José Schmidt         |
| 25.07. | Ulm              | Müller Cup        | $ 25.000  | 64E/32D | Sand      | Tomáš Šmíd    | Heinz Günthardt Balázs Taróczy   |

### August
| Datum1 | Ort        | Turnier               | Preisgeld | Draw    | Belag2    | Sieger Einzel | Sieger Doppel                      |
| ------ | ---------- | --------------------- | --------- | ------- | --------- | ------------- | ---------------------------------- |
| 08.08. | Cleveland  | Cleveland Challenger  | $ 50.000  | 32E/16D | Hartplatz | Marty Davis   | Christo van Rensburg Mike Myburg   |
| 15.08. | Le Touquet | Le Touquet Challenger | $ 25.000  | 32E/16D | Sand      | Pablo Arraya  | Carlos Gattiker Alejandro Gattiker |
| 22.08. | Vigo       | Vigo Challenger       | $ 25.000  | 32E/16D | Sand      | Henri de Wet  | Lorenzo Fargas Gabriel Urpí        |

### September
| Datum1 | Ort          | Turnier                 | Preisgeld | Draw    | Belag2 | Sieger Einzel      | Sieger Doppel                      |
| ------ | ------------ | ----------------------- | --------- | ------- | ------ | ------------------ | ---------------------------------- |
| 05.09. | Messina      | Messina Challenger      | $ 50.000  | 32E/16D | Sand   | Mario Martínez     | Carlos Gattiker Alejandro Gattiker |
| 12.09. | Thessaloniki | Thessaloniki Challenger | $ 25.000  | 32E/16D | Sand   | Horacio de la Peña | Peter Bastiansen Michael Mortensen |

### Oktober
| Datum1 | Ort      | Turnier             | Preisgeld | Draw    | Belag2        | Sieger Einzel  | Sieger Doppel               |
| ------ | -------- | ------------------- | --------- | ------- | ------------- | -------------- | --------------------------- |
| 17.10. | Sydney   | Sydney Challenger   | $ 25.000  | 64E/32D | Hartplatz     | Simon Youl     | Michael Fancutt Wally Masur |
| 22.10. | Helsinki | Helsinki Challenger | $ 25.000  | 32E/16D | Hartplatz (i) | Erick Iskersky | Kimmo Alkio Olli Rahnasto   |

### November
| Datum1 | Ort        | Turnier               | Preisgeld | Draw    | Belag2    | Sieger Einzel | Sieger Doppel              |
| ------ | ---------- | --------------------- | --------- | ------- | --------- | ------------- | -------------------------- |
| 21.11. | Benin City | Benin City Challenger | $ 50.000  | 32E/16D | Hartplatz | Nduka Odizor  | Haroon Ismail Nduka Odizor |

### Dezember
keine Turniere in diesem Monat
- 1 Turnierbeginn (ohne Qualifikation)
- 2 Das Kürzel „(i)“ (= indoor) bedeutet, dass das betreffende Turnier in einer Halle ausgetragen wurde.